# バッフ・クラン
バッフ・クランは、アニメ『伝説巨神イデオン』に登場する架空の種族（異星人）。

## 概要
主人公ユウキ・コスモたち地球人類に敵対したが、決して邪悪・凶暴な存在というわけではなく、地球人類と同じ外見を持つ、喜怒哀楽の感情を持つ「人間」として描かれていた。バッフ・クランと地球人類は同一の種である可能性もある。富野自身が対談形式の中で「バッフ・クランの人間も地球の人間も、第6文明人の流れをくんでいるんです（子孫というほど直系的なものではない）」と答えている。また、同じ対談形式の中で編集側のコメントとして「同じルーツに基づいて両民族が誕生したことを証明する決定的なシーンは、カララがコスモに輸血する場面である。これによって、ふたつの民族は、共通の人類であることを証明された」としている。
なお、「バッフ・クラン」とはあくまで民族名（バッフ族）であり、「バッフ族ではない同一人類」の存在も暗示されている。

## 身体的特徴
外見は、コスモら地球人類と全く変わらない。劇中でバッフ・クランのカララ・アジバが地球人のユウキ・コスモに対して輸血できたこと、地球人のジョーダン・ベスを父親とする子を妊娠した事実などから、人類と遺伝的・生理的にほとんど同一の生物であることが分かる（外見上の違いを強いてあげるなら、劇中では眉および瞳孔と虹彩の境目が無く、よほどのアップでないと瞳のハイライトは描かれなかった）。カララ・アジバは地球人類側の医学的な検査を何度か受けているが、肉体的な差異は発見されなかった。精神面でも人類と大差ないようで、バッフ・クランのギジェ・ザラルが「（地球人類とバッフ・クランの）メンタリティーは似たようなもの」と発言したことがある。
バッフ・クランは地球人類とは逆に左利きが多いという設定で、本編作画上も拳銃・ビームソードの扱いや敬礼を左手で行うことが多かった。
初期設定の段階では、差別化のために耳を尖らせたバッフ・クランのラフスケッチも見られた（『アニメージュ』誌連載・「イデオン・ライナーノート」より）。

## 言語
バッフ・クランは地球人と異なる言語を持つが、彼らの使う「クズラウ式翻訳機」（豆粒大で耳の穴に入れて使用）で、地球人類との意思疎通ができたことから、バッフ・クランの言語の中に地球側で使われていた言語（共通語?）と同じものがあったと考えられる。なお、劇中では以下のバッフ・クラン語が登場している。
- アス - 数字の1
- デル - 数字の2
- トプ - 数字の3
- エトラ - リンゴに似た果物
- クレソン - オレンジに似た果物
- トラム - サンドイッチに似た食べ物
- ピグ - 豚に似た生物。初出は小説版。
- ロゴ・ダウ - ソロ星

なお彼ら自身は自分達の母星を彼らの言語で「地球」、自分達を「地球人」と呼称していた（バッフ・クラン語での呼称は不明）。一方で主人公側の人類の事は「ロゴ・ダウの異星人」と呼称している。
また、兵器関連の物では亜空間飛行可能な艦船を示す「-ザン」。要塞を示す「-ジン」。戦闘機を示す「-バウ」や、重機動メカ（一部戦闘機）に使われた」「-ドゥ」「-マック」「-ジック」などの名詞がある。この内、アニメ誌『アニメック』などで「ドゥ」は長い。「マック」は丸い。「ジック」は分離形を表すバッフ語ではないかと考察されたが、コポラにガダル・ロウ、ドラ・アングルやアブゾノールなど命名法に当てはまらない機体も存在するので、完全な解明は出来ていない。

## 勢力・社会形態
「バッフの地球」と呼ばれる本星は、アンドロメダ銀河にあるソロ星を中心として、コスモ達の地球と点対称の位置にある、という設定だった。地球からの距離は約500万光年。ソロ・シップを追撃するバッフ・クランは、立ち寄った惑星についての知識を持っている事が多かった（第10話のクリスタル・スター、第34話のドウモウ・スター、第35話のナイト・スター等）。このことから、バッフ・クランはかなり広範囲の宇宙に調査隊を派遣したり、植民星を持っていたと考えられる（劇中、バッフ・クランのハンニバル・ゲンが地球連合のマーシャル・フランクリンに、地球人類の母星の存在する宙域以外は知っている、と豪語している）。
社会形態は、ズオウ大帝を頂点としたヒエラルキー制度。「サムライ」と呼ばれる軍人の階級は4つあり、上からハング、グラバ、バクサ、サビア。その下にゾウトと呼ばれる足軽ともいうべき階級がある。その他の社会階層については、ギンドロ・ジンムのような貴族。踊りを披露したミヤ・アイザックのような芸術家。そして奴隷の存在について言及された程度。工人・農民等の設定も存在したが、劇中ではジルバル・ドクが、元は技術者（工人）上がりのサムライとの言及があっただけである。
ギジェ・ザラルは元々下級貴族であるルネタの貴人上がりであり、サムライになった後、傭兵として別の階層（何の階層なのかは不明）に移ったことや、先述のジルバル・ドクの例から、階層は固定ではなく、望めば階層間の移動も可能なようである。ただし、ハンニバル・ゲンがニュース映像を見ながら、バイラル・ジンを含む大軍勢が到着前に巨神を倒せば「貴族になれる」と喜んだ時の反応から（第38話）、貴人から別階層への移行は可だが、逆に他の階層から貴人になるのは難しいのが分かる。
階級は基本的に世襲だが戦功によって上下するらしく、劇中のバッフ・クランは功名心に駆られて行動する人物が多かった。「サムライ」は地球の侍や騎士のように名誉を重んじる、という設定だった（「カミカゼ」と呼ぶ特攻攻撃や、自殺としての「切腹」の概念を持っていた）。
かなり軍事に偏った社会で、バッフ・クラン宇宙軍は宇宙戦艦・巡洋艦や戦闘用の航空機、重機動メカとよばれる巨大な機動兵器を多数所有していた。ただし、それらの軍備はコスモ達の地球人類と出会う以前から装備が進んでおり、戦闘経験も豊富であるなど、特に異星人対策ではなく、同一人類内での支配体制維持のためであった可能性が高い。
ほかに「オーメ財団」という貴人の勢力が存在し、バッフ・クラン内で宇宙軍と覇権争いをしていたらしい。私設軍による作戦が失敗したために宇宙軍と手を組み、共同してイデオン打倒を目指した（特に宇宙軍総司令ドバ・アジバは財団総裁ギンドロ・ジンムと懇意であり、共にイデの力によるズオウ打倒を目論んでいた）。超巨大加粒子砲ガンド・ロワは、オーメ財団が建造した。

### ヘアースタイル
髪型はかなり特徴的で、正式な武人階級に属する登場人物は、ほとんどが男女とも前髪を切りそろえて後ろ髪を伸ばし、この後ろ髪を括っていた（一部例外あり。髭を生やしている人物は少数である）。一方でダラム・ズバ率いる私設軍では、全員がオールバックであった。前述のギジェ・ザラルは、正規軍の軍人である第1話〜18話では前者、私設軍の一員として再登場する21話以降では後者（オールバック）である（ただし、21話では宇宙服を着用しているため髪型を正確には確認できない）。そこからバッフ・クラン社会では身分や社会的立場により髪型が定められているのではないかという考察が『イデオン』のテレビ放映当時よりアニメ雑誌などで唱えられていた。
キャラクターデザイン・作画監督を務めた湖川友謙によれば、元々カララの髪型がたまたまあの形になったのを、バッフ・クラン側の外見的差別化として採用したとの事である（当初は全員丸坊主や眉毛を無くすという案もあったらしい）。ともあれ、男女共ほぼ同じ髪型の数十人のバッフ・クラン側キャラを描き分けた事実は、湖川の正確な骨格描写力の賜物である。

### ファッション
バッフ・クランの軍隊では階級・性別により服装が厳密に定められていたようで、同じ位のサムライはアンダーウェアの色が違うだけで服装が同じだった。正規軍の服装はゾウトを除いて軍服・宇宙服とも白を基調としていた（ゾウトは軍服は淡灰系）。オーメ財団の私設軍の宇宙服は緑系が基調。発動篇では灰色系のカラーリングをした新型宇宙服が登場、ジョングやザンザ・ルブのパイロットが着用していた。パイザーは口元まで映る顔全面タイプだったが、私説軍と新型宇宙服は口元を隠すタイプとなった。
民間人の服装は、その階層に属した物に準じる（アバデデのグリマデファミリーを見る限り）。ミヤ・アイザックはミニスカのかなり煽情的な服装をしていたが、これは舞台衣装である可能性がある。
これも湖川によると、ミリタリー的服装をあえて避けて着物をモチーフにしたデザインにしたとの事であり、所々の穴からアンダーウェアが覗いていたり、垂れ下がった部分などにその意匠が見て取れる。

## イデの伝説
バッフ・クランには無限力（むげんちから）イデに関する伝説が広く伝えられていた。第1話の数年前からバッフ・クラン本星に流星が落ちる事件が多発、流星の発生源と思われるソロ星（バッフ・クラン語で「ロゴ・ダウ」）のある宙域に調査隊を派遣したが、その方角には「イデの星」があると考えられていたらしく、伝説の無限力を求める目的もあったようである。
劇中、カララ・アジバによって語られたイデの伝説とは以下のようなもの。
昔むかし、バッフ・クランをおさめていたお姫様が悪い龍にさらわれたことがありました。
そのために光は失われ、木々は枯れ、人々は嘆き悲しみました。
そのとき、ひとりの勇敢な若者が龍に立ち向かいましたが、力つきて倒れました。
そのとき倒れた若者の目の涙に反応して、天からイデの果物が落ちてきました。
その果物を口にした若者の体には力がみなぎり、龍を倒すことができました。
若者は助けたお姫様と結婚して、バッフ・クランの王となりました。
イデの果物は光の玉と表現されることもあり、逆に龍の手に渡ると世界は滅びる、という話も伝わっていた。
第1話でカララは、立ち上がったイデオンを見て「伝説の巨神ではないか」と発言している。他の登場人物もよく「伝説の巨神」という言葉を口にしていたが、劇中で「巨神」の登場する伝説についての言及はなかった。
なお、イデの伝説は地球にも伝えられていた筈であるが、単一の文化・政体が長く維持されていたバッフ・クランに対し、多くの文化や宗教、政治形態が興亡した地球ではその多くが失われ、各地の神話や伝承にその名残を留めるに過ぎなくなってしまった、とされている。
一方バッフ・クランには大昔から隕石が落ちたような痕跡があり、その隕石が来た方向がソロ星だった（6話のカララ談）。ソロ星のイデオンとソロ・シップの埋まっていた場所から、四方八方にエネルギーのようなものが放射された痕跡が見つかった（第17話のギジェの報告）。

## 地球の文化との違い
旗の色
バッフ・クランと地球では、「白旗」の意味が正反対となっている。地球では「武力行使の意思なし」の意味（白旗自体に降伏の意味はない）だが、バッフ・クランにとっては「（白く塗り潰すように）相手を地上から一人残らず殲滅する」と言う、最大級の宣戦布告を意味する。また、白い旗を上げる他、白い手袋を投げる行為等も同じ意味を指すとのことである。バッフ・クランで武力行使の意思無しを示す色はイデオンの色、「赤みがかったオレンジ色」である。
決闘
地球では失われてしまったが、バッフ・クランでは一対一の決闘を最も尊ぶ風習が残っていた。劇中で使用されたのはレーザー剣（ビームソード）で、「目付」と呼ばれる立会人を必要とした。第8話でベス対ギジェ、第12話でベス対グハバ、第30話でコスモ対ダラムの決闘が行われた。
ちなみに第8話で「サムライ」という言葉が地球とバッフ・クランの共通概念である事が示されており、富野由悠季監督によれば当初の構想ではこの言葉が両者のルーツが同一である事を示す重要な伏線であったのが、ニュアンス的に違和感が生じた事から放棄されたとの事である。

## テクノロジー
物語中、地球側の兵器はバッフ・クランに比して劣っている描写が多く、アジアンやキャラルなどの植民星全軍がバッフ・クラン一艦隊に壊滅させられることも多かった。バッフ・クラン側にだけ存在するテクノロジーとして重機動メカや生体発信器などがあげられる。後述のバッフ・クランの機動メカや航空機、戦艦には特徴的な模様がついた部分が存在することが多かった。模様のパターンは、黒の地にピンク色の大小の楕円がちりばめられたもの。重機動メカなら目にあたるような部分、航空機なら翼、戦艦なら反物質エンジン部についていることが多かったが、それに該当しないケースもあった（サディス・ザン・センター下部など。ゼロ・ズロオ、ロッグ・マックなどには模様そのものがない）。アディゴのみ、パターンの色が他と違った（オレンジの地に黄色の楕円）。
社会が全体主義的で先軍政治的であるため全般的に軍事力では重機動メカからガンド・ロワのようなものを揃え、戦力としては地球を圧倒する（物量に圧倒された地球側が、ソロシップ・イデオンの協力無しで単独で勝利した例は劇中にない）。地球側戦艦や戦闘機でバッフクラン・メカが撃墜されていることや、イデオンやソロシップ装備のミサイルとグレン・キャノンによって、多数の数が撃破されていことから、その戦闘力は地球側とほぼ変わらず、地球がイデの無限力をレーダーへと転用したことから、ギジェが言うように基本的な科学力は「地球と同程度の科学力」だといえる。
艦船のブリッジに推進システムを備え本体から分離し、そのまま脱出艇として機能することが多い。重機動メカにもドグ・マック、ロッグ・マック、ガルボ・ジック、ガンガ・ルブのコクピットに同様の機能がある。一方で、ゴンド・バウ、アディゴ、ギド・マックなどでは本体から突き出した柄状の部分の先に剥き出しのようなコクピットが備えられ、またアブゾノールは機首に、ガダル・ロウでは主翼上の突出部にコクピットがあり、これらも設定上は『機動戦士ガンダム』のガトル戦闘爆撃機のコクピット同様、脱出カプセルとして運用可能であるが、実際の劇中ではガトルと同じく、脱出する描写はなく死に設定と化している。機動兵器でもギラン・ドウやズロオ・ジック以前にはこうした機能はないので、人命尊重はバッフ・クランでも比較的新しい思想なのかも知れない。

### 機動メカ
バッフ・クランが使用した、航空機・車両に分類できない機動兵器。物語序盤では必ず機動メカは脚を持っていたが、物語後半からまったく手脚を持たないものも登場した。劇中では「重機動メカ」のみ台詞として登場。ガダッカとジョングは固有名詞で呼ばれていた。

#### 重機動メカ
- 詳細は重機動メカを参照。

#### 軽機動メカ
バッフ・クランが戦闘・偵察に使用した、小型の有脚メカ。TV版に登場したメカはガダッカ。二本脚で一人乗り、オープントップの操縦席に小型の風防、武装は無し。大気圏内での歩行・走行・跳躍が可能、機体両脇の小型推進機を使用して、短距離なら飛行することもできた。発動篇にはジョングが登場。三本脚で二人乗り、オープントップの操縦席と背中合わせの銃座に小型ビーム砲2門、ほかにバルカン砲を装備。宇宙空間で使用され、ソロ・シップに対する白兵戦の際に大量に投入された。

### ハーケン攻撃
航空機から目標に対してワイヤー付きの楔（ハーケン）を打ち込み、強電磁界を相手に流して電子機器や機体、パイロットにダメージを与える戦法。ロゴ・ダウ調査隊のダミド・ペッチ指揮下の部隊が多用した。劇中「ギル・バウの戦法」や「ハーケン・アタック」と呼ばれた。ハーケンを使用した航空機は、ギル・バウ、ゼロ・ズロオ、ゴンド・バウ、ガダル・ロウ。ゼロ・ズロオのみ、ダミドの指示でハーケンが取り付けられた（それ以外は標準装備）。ギル・バウ、ゼロ・ズロオは機体の後方から2本のハーケンを発射する構造だったが、目標の脇をかすめて飛行する必要があったため、大変危険な戦法だった。ゴンド・バウ、ガダル・ロウは、機体の前方に4〜6本のハーケンを発射する事が可能で、パイロットの安全を考慮したものと考えられる。正確には、ゴンド・バウの装備は「アンカー」、攻撃は「アンカー・アタック」と呼ばれていた。ガダル・ロウの装備は「クロー」。上述の定義からはずれるが、ダラム・ズバが操縦する重機動メカのガンガ・ルブが、左腕の多目的ランチャーからワイヤー5本を射出して、イデオデルタに高圧電流を流す攻撃をした事がある（第23話）。

### 生体発信器
直径15センチほどの円盤を何枚も重ね、付属物をつけたような外見をした発信器。内部に「クワロング・トモロ」という微生物が入っており、バッフ・クランはその微生物の雌が雄を呼ぶため発するテレパシーを何らかの方法で受信し、何百光年も離れた相手の位置を特定していた。戦闘機や戦艦から、複数の生体発信器を直接発射して、目標に取り付ける。磁力のような力で、イデオンやソロ・シップの外板に吸着していた（イデオンやソロ・シップを形成するイデオナイトが磁性体かどうか言及されていないため、磁力で吸着していたかどうかは不明）。吸着すると、生体発信器から2本のアンテナが伸びるようになっていた。装置の寿命は1週間ほどだった。地球側は第32話でギジェ・ザラルに教えられるまで、その存在に気づいていなかった。ソロ・シップの作業員が発見したが、正体不明の物体として投げ捨てられる描写（第10話）、コスモが発見したが、他のクルーに言われて「ソロ・シップの一部」と判断する描写（第11話）などがあった。母艦を失った重機動メカ・戦闘機のパイロットが、生体発信器の使用について言及する台詞があった（36話）ことから、追跡シグナルだけでなく救難信号としても使用していたことがわかる。ソロ・シップの戦闘アドバイザーをつとめたカララ・アジバが、生体発信器の存在を知らなかったところを見ると、バッフ・クランの最高機密だった可能性がある。ギジェによって生体発信器の事を知り、ソロシップとイデオンからすべての生体発信器が除去されたが、そのころにはイデの力の増大によって時空震が発生しており、バッフ・クランは容易にソロシップの位置を特定する事が出来るようになっていた。

### 準光速ミサイル
亜空間飛行解除時、宇宙船を十分に減速しないで通常空間に戻ると船体に大きな負担がかかる。しかし、そのダメージを覚悟の上で、光速よりわずかに遅い速度（準光速）で通常空間に戻ってミサイルを発射すると、物体の質量は速度に比例して増大するため、巨大な質量兵器「準光速ミサイル」として使用できる、という設定だった。母星「バッフの地球」が同じ方法で報復攻撃されることを恐れて、敵惑星の殲滅を前提として使用していた。小説版ではバッフ・クラン宇宙軍の最高機密との記述がある。第18話でギジェ隊がアジアン星に、第23話でダラム隊がキャラル星に対して使用、それぞれの惑星表面は大被害を受け、ほぼ壊滅状態となった。ハンニバル・ゲンが地球連合軍のマーシャル・フランクリンと共同作戦を行った第35話では、フランクリン艦隊のクラップ級巡洋艦が、ナイト・スターの衛星に対して使用したところから、地球側でも実用化されており、バッフ・クラン固有の兵器技術ではなさそうである。宇宙船のような小さい目標を照準することはできないようで、物語中で使用されたのは上記の3回だけで、イデオンやソロ・シップに対する直接攻撃の手段としては使われなかった。衛星軌道上に多数のミサイル衛星を配備・使用すれば、準光速ミサイルから惑星を防衛することが可能らしい（第30話）。

### ゲル結界
思考回路破壊ビーム。読み方は「 - げっかい」。バッフ・クランは「人の考える力がイデのパワーを呼ぶという証拠」を入手して、巨神の戦力を低下させるためにパイロットの「脳細胞を破壊するビーム砲」を兵器として完成させた。劇中詳しい説明はなかったが、「ゲル発振機」で発生させたビームが一定の範囲に集中された状態を「ゲル結界」と呼ぶらしい。ソロ星の地中から発見された謎の素粒子「ドノバン」を使用していると思われる。重機動メカガルボ・ジックと特務艦ブラム・ザンおよびバルメ・ザンが使用した。ガルボ・ジックは4本のワイヤー付きクローで機体前方にイデオンを固定し、機体の前面にゲル結界を張って攻撃した。ブラム・ザンおよびバルメ・ザンはそれぞれの一方の舷側が巨大なゲル発信器になっており、2艦で挟み込むようにしてゲル結界を張った。この攻撃を受けると、パイロットは強烈な頭痛に襲われ、しばらくすると意識を失ってしまう。距離によって効果が減衰するらしく、ゲル結界に接近したソロ・シップのクルーが頭痛を感じる描写があった（27話）。劇中「ゲル結界によりパイロットは数分で死亡する」と言う意味の台詞があったが、コスモ達イデオンのパイロットがゲル結界による攻撃を切り抜けた後、日常生活に支障をきたしていないことから、「数分で脳細胞を破壊し始める」の誤りだった可能性が高い。但し「脳細胞破壊光線」がイデオン側では「頭痛光線」としか認識されなかった点などを見ると、イデのバリアーがパイロットを守っていた、または威力を軽減させていた可能性もある。
『スーパーロボット大戦シリーズ』などでは、イデオン関連の敵ユニットがMAP兵器として所有しており、攻撃を食らうと気力がダウンするという効果がある。

### フリーザー・スカッチ
第30話で、地球に侵攻したルクク・キルが大気圏内で使用した、ミサイル程度の大きさのメカ。ガロワ・ザンのランチャーから直接発射された多数のフリーザー・スカッチがイデオンを取り囲み、エネルギーを放出してイデオンを氷漬けにしようとした。原理等は不明だが、宇宙服を着用したパイロットが全員意識を失った事から、範囲内の原子運動を低下させる兵器であると想像される。第30話以降、劇中で使用されなかったため、宇宙空間で使用できるかどうかは不明。攻撃の名称は「フリーザー攻撃」または「フリーザー・アタック」。

### ガンド・ロワ
宇宙軍がオーメ財団の資金援助により建造した、天体クラスの巨大さを持つ最終兵器。表向きは平和利用目的とされていたが、イデオンとソロ・シップの強大な力に対抗すべく投入された。超新星「タウ・クスイ・クオリ」近傍に設置され、その放射エネルギーを吸収し、強力な荷電粒子ビームとして放出する。出力40%の発射で木星クラスの惑星を消滅させる威力を持つ。イデオンおよびソロシップへの発射は、1度目はバリヤーによって軽微な損傷しか与えられず、2度目は破壊に成功するも、同時にイデオン・ソードによって両断され爆発、近隣の惑星系もろとも消滅した。